# FC Schalke 04 Esports
Az FC Schalke 04 Esports e-sport-csapat, mely a European League of Legends Championship Seriesben (EU LCS), az európai profi League of Legends-bajnokság legfelsőbb szintjén versenyez.

## Története

### 2016: Alapítás
A csapat elődjét 2013-ban alapították Alliance néven, melyet 2015-ben átneveztek Elementsre. 2016. május 16-án a német FC Schalke 04 labdarúgócsapat felvásárolta az Elementst, ami így a Beşiktaş után a második labdarúgóklub lett, melynek hivatalos League of Legends-csapata lett. FC Schalke 04 League of Legends névre átkeresztelt csapat első szezonját a European League of Legends Championship Series, az európai profi League of Legends-bajnokság legfelsőbb szintjén versenyzett. Az FC Schalke 04 e-sport-osztályának vezére a korábban a Rot-Weiß Oberhausen és a Sportfreunde Siegen középpályása, illetve az SK Gaming társalapítója, Tim Reichert lett.

### 2016-os szezon
Az FC Schalke a 2016-os nyári szezonban a nyolcadik helyen végzett, majd miután a szintlépési mérkőzésen kikaptak Misfits ellen, visszakerültek a Challenger Seriesbe. 2016. október 15-én Berk „Gilius” Demir kilépett a csapatból. Október 30-án Etienne „Steve” Michels és Hampus „sprattel” Abrahamsson is otthagyta a csapatot és a PSG eSportsnál folytatták tovább a pályafutásukat. November 1-jén Hampus „Fox” Myhre is kilépett a csapatból, így annak egyetlen leigazolt játékosa sem maradt. A 2016. október 28-án megrendezett GeForce Kupára Rudy „Rudy” Beltran, Jørgen „Hatrixx” Elgåen, Ian „NightSniper” de Schepper és Benjamin „Visdom” Larsen ideiglenesen csatlakozott a csapathoz.

### 2017-es szezon
A 2017-es szezonra Lennart „Smittyj” Warkus, Jean-Victor „loulex” Burgevin, Marcin „SELFIE” Wolski, Elias „Upset” Lipp és Oskar „VandeR” Bogdan játékosokat, illetve Michael „Veteran” Archer vezetőedzőt szerződtették le. Az újonc Upset kivételével a csapat összes tagja versenyzett az európai profi League of Legends-bajnokság legfelsőbb szintjén. A 2017-es tavaszi szezont a Schalke veretlenül nyerte meg, mellyel az első csapat lett az európai második osztályban, amely el tudta érni ezt. 2017. augusztus 25-én a European League of Legends Championship Spring Promotion sorozatot megnyerve felkerült a csapat a legfelső osztályba. 2017. november 21-én leszerződtették Kiss „Vizicsacsi” Tamás, Milo „Pridestalker” Wehnes, Erlend „Nukeduck” Våtevik Holm és Oskar „VandeR” Bogdan játékosokat.

## Tagjai
| Nemzetiség    | ID           | Név                 | Szerep         |
| ------------- | ------------ | ------------------- | -------------- |
| Hollandia     | Pridestalker | Milo Wehnes         | Dzsungel       |
| Dánia         | Nukeduck     | Erlend Våtevik Holm | Középső ösvény |
| Németország   | Upset        | Elias Lipp          | Lövész         |
| Lengyelország | VandeR       | Oskar Bogdan        | Támogatótag    |

### Korábbi tagjai
| Nemzetiség    | ID       | Név                | Szerep         |
| ------------- | -------- | ------------------ | -------------- |
| Franciaország | Steve    | Etienne Michels    | felső ösvény   |
| Dánia         | MrRalleZ | Rasmus Skinneholm  | lövész         |
| Svédország    | sprattel | Hampus Abrahamsson | támogató       |
| Svédország    | Fox      | Hampus Myhre       | középső ösvény |
| Németország   | Gilius   | Berk Demir         | dzsungel       |

### Ideiglenes cserejátékosok
| ideiglenes cserék | ideiglenes cserék | ideiglenes cserék      | ideiglenes cserék | ideiglenes cserék | ideiglenes cserék |
| Nemzetiség        | ID                | Név                    | Pozíció           | Helyén            | Bajnokság         |
| ----------------- | ----------------- | ---------------------- | ----------------- | ----------------- | ----------------- |
| Svédország        | Rudy              | Rudy Beltran           | dzsungel          | (megüresedett)    | 2016 GeForce Cup  |
| Dánia             | Hatrixx           | Jørgen Elgåen          | középső ösvény    | Fox               | 2016 GeForce Cup  |
| Belgium           | NightSniper       | Ian de Schepper        | lövész            | MrRalleZ          | 2016 GeForce Cup  |
| Dánia             | Visdom            | Benjamin Ruberg Larsen | támogató          | (megüresedett)    | 2016 GeForce Cup  |

## Eredményeik
- 1. — 2018 European League of Legends Championship Spring Promotion
- 1–2. — 2017 Summer European League of Legends Challenger Series rájátszás
- 2. — 2017 Summer European League of Legends Challenger Series
- 3–4. — 2017 Spring European League of Legends Challenger Series rájátszás
- 1. — 2017 Spring European League of Legends Challenger Series
- 8. — 2016 Summer European League of Legends Championship Series